# Similiparma
Similiparma ist eine artenarme Gattung der Riffbarsche (Pomacentridae), die im östlichen Atlantik in Felsriffen an den Küsten der makaronesischen Inseln (Azoren, Madeira, Ilhas Selvagens, Kanaren, Kapverden) und des Senegals vorkommt. Der wissenschaftliche Name der Gattung setzt sich aus dem lateinischen „similis“ (wie, ähnelt) und dem Namen der pazifischen Riffbarschgattung Parma zusammen und wurde wegen der Ähnlichkeit der beiden Gattungen vergeben. Die beiden Arten der Gattung wurden ursprünglich den Gattungen Abudefduf und Glyphidodon (jetzt ein Synonym von Abudefduf) zugeordnet.

## Merkmale
Similiparma-Arten werden 15 bis 16 cm lang, wobei die Körperlänge das 1,8- bis 1,9fache der Körperhöhe erreicht. Diagnostische Merkmale der Gattung sind die 13 Stachelstrahlen in der Rückenflosse, 30 bis 32 Schuppen in einer mittleren Längsreihe auf den Körperseiten, eine Seitenlinie mit 22 bis 24 Schuppen, 2 bis 3 Schuppen zwischen der Seitenlinie und der Basis des letzten Stachelstrahls der Rückenflosse, ein schuppenfreier Bereich hinter dem Kopf, 16 bis 18 Kiemenrechen (4–6 + 12–13) und ein glatter Rand des Präoperculums.

## Arten
- Similiparma hermani (Steindachner, 1887)
- Similiparma luridus (Cuvier, 1830)